# Нема-Кунку
Нема Кунку (англ. Nema Kunku) — город в Гамбии. Располагается в округе Западный берег, неподалёку от крупнейшего города страны — Серекунда.

## Население
По результатам переписи населения 1993 года в Нема-Кунку проживало 1208 человек. В 2013 году в городе насчитывалось 36 134 жителей.
Население города на 99 % состоит из местного (гамбийского) населения.

## География
Город расположен к югу от реки Гамбия. Нема Кунку является важным транспортным узлом на дороге из Серекунды в Сукуту.
Средняя высота города составляет примерно 29 метров над уровнем моря.

## Сооружения и инфраструктура
В феврале 2020 года Совет по району Брикама (БАК) предоставил городу рыночный зал, который может вместить более 100 продавцов.